# Can Bonet (Hostalric)
Can Bonet és un edifici situat al nucli urbà del municipi d'Hostalric (Selva), al número 80 del carrer Major. És una obra inclosa en l'Inventari del Patrimoni Arquitectònic de Catalunya.

## Descripció
L'edifici té planta baixa i dos pisos i està cobert per un terrat. A la planta baixa trobem la porta d'entrada, en arc de mig punt, i a l'esquerra de la porta una gran finestra en arc rebaixat, amb l'ampit de pedra, que es troba protegida per una barana de ferro forjat. Una línia d'imposta marca el pas de la planta baixa al primer pis, on hi ha una gran obertura igual que la que trobem a la planta baixa, però sense la barana de ferro forjat. Al segons pis, una finestra amb tres obertures en arc de mig punt, separades per tres pilars a manera de columna, que fan pensar en les obertures d'unes golfes d'una masia.
Protegint de la pluja les finestres, sobre les obertures del segon pis, un trencaaigües amb un ràfec motllurat que corona la façana juntament amb la barana d'obra del terrat que està flanquejada per dos pilastres fetes de maons que sostenen el que semblen dues bigues col·locades de manera paral·lela. Tota la façana ha estat tractada unitàriament a manera d'encoixinat. L'encoixinat és de pedra artificial. Cal destacar que els falsos carreus de pedra, entorn dels arcs de les obertures, esdevenen falses dovelles. Un sócol de pedra artificial arriba al nivell de l'ampit de la finestra de la planta baixa. Al segon pis, a les impostes, maó. Els pilars han estat tractats a manera de columna, perquè el carreu que corona cada un dels pilars està tractat de forna poligonal, suggerint així un capitell.

## Història
Durant la Guerra del Francès (1808-1814) Hostalric va tenir un important paper donant suport a l'entrada de queviures a la Girona assetjada i destorbant el pas a les tropes enemigues gràcies a la seva situació estratègica en una zona de pas. Per això als francesos els convenia prendre la vila. El primer atac va arribar el 7 de novembre del 1809 i només trobaren resistència a la Torre dels Frares i a l'església on un grup de gent s'hi havia fet fort. Alguns habitants es van poder refugiar al castell, d'altres van haver de fugir, ja que els francesos van cremar el poble. Això explica que la majoria de cases del poble siguin posteriors com seria el cas d'aquesta que segons el registre del cadastre data del 1956.
L'origen del nom del carrer, Raval, s'explica pel fet que era el primer carrer que es trobava després de la fortificació. El Carrer Major s'estén des de la Plaça dels Bous fins al Portal de Barcelona. Durant l'època de la República el carrer s'anomenà Prat de la Riba. El setembre del 1939 tornà al seu nom original. Al llarg del carrer s'hi troben diverses cases pairals, construïdes sobretot a finals del segle xix i principis del xx. Els carrers Ravalet, Raval, Major i la Plaça dels Bous són part del recorregut del Camí Ral. També es conserva una variant que segueix paral·lel a les muralles pel costat exterior i que fou utilitzat sobretot al segle xix.